# Armorial des communes d'Indre-et-Loire
- il comporte peu ou pas de sources.

Blason de l'Indre-et-Loire (anciennement de Touraine) : D'azur semé de fleurs de lis d'or, à la bordure componée d'argent et de gueules.

Cette page dresse l'ensemble des armoiries (figures et blasonnements) connues des communes d'Indre-et-Loire disposant à ce jour d'un blason. Les blasons de création post-médiévale (qu'ils soient héraldiquement corrects ou non) sont inclus dans cet armorial, mais les pseudo-blasons (gribouillages de comptoir effectués par des amateurs et enfreignant toutes les règles de l'héraldique) et les communes ne disposant pas d'un blason, ne le sont pas.
- Haut – A
- B
- C
- D
- E
- F
- G
- H
- I
- J
- K
- L
- M
- N
- O
- P
- Q
- R
- S
- T
- U
- V
- W
- X
- Y
- Z

(0 dessin(s) en attente.)

## A
| Blason de Abilly | Blason  | D'or au sautoir d'azur cantonné de quatre étoiles du même et chargé en cœur d'une étoile du champ. |
| Blason de Abilly | Détails | Le statut officiel du blason reste à déterminer.                                                   |

| Blason de Amboise | Blason  | Palé d'or et de gueules de six pièces, au chef de France. |
| Blason de Amboise | Détails | Confirmé par lettres patentes du 3 février 1819.          |

| Blason de Artannes-sur-Indre | Blason  | D'or à un ours en pied de sable tenant une roue de moulin de gueules, au chef du même chargé d'une croix archiépiscopale tréflée d'argent mouvant du trait du chef. |
| Blason de Artannes-sur-Indre | Détails | Création Dominique Morche. Adopté en 1984 par le conseil municipal.                                                                                                 |

| Blason de Athée-sur-Cher | Blason  | D'argent à l'église du lieu de gueules ouverte et ajourée du champ, senestrée d'une tour ronde de tanné, ajourée du champ, au bouquet de neuf épis de blé, tigés et feuillés d'or brochant à senestre, le tout soutenu d'une jumelle ondée d'azur en pointe ; au chef réduit d'argent soutenu d'une burelle de sinople sur laquelle sont posées trois ruches de tanné. |
| Blason de Athée-sur-Cher | Détails | L'Armorial de France considère ce blason comme un pseudo-blason. * Il y a là non-respect de la règle de contrariété des couleurs : ces armes sont fautives (or sur argent, interdit en héraldique). Le statut officiel du blason reste à déterminer. |

| Blason de Autrèche | Blason  | D'argent à la barre d'azur accompagnée d'une fleur de lys du même en chef, et de trois canettes de sable soutenues d'une jumelle ondée alésée du second en pointe ; au chef de gueules chargé d'une tour du champ maçonnée aussi de sable, adextrée d'un arbre et senestrée d'un épi de blé brochant sur une fleur de tournesol, le tout d'or. Devise / Cri« labor omnia vincit improbus » (un travail opiniâtre vient à bout de tout.)' |
| Blason de Autrèche | Détails | Création Yvon Escoffier. Adopté le 2 mai 1989. |

| Blason de Auzouer-en-Touraine | Blason  | D'or à un chêne arraché au naturel accosté en chef de deux fers de moulin de sable, au chef de gueules chargé d'une épée du champ posée en fasce, la pointe à senestre. |
| Blason de Auzouer-en-Touraine | Détails | Création Jean-Jacques Silly. Adopté le 29 février 1996. |

| Blason de Avon-les-Roches | Blason  | Écartelé : au 1er d'azur à la fleur de lys d'or, au 2d d'argent à une branche de genêt de sinople fleurie d'or mise en barre, au 3e d'argent à deux épées de gueules garnies de sable passées en sautoir, au 4e de sinople au lion d'or armé et lampassé de gueules. |
| Blason de Avon-les-Roches | Détails | Le statut officiel du blason reste à déterminer. |

| Blason de Azay-le-Rideau | Blason  | D'azur à trois aiglettes d'or.                   |
| Blason de Azay-le-Rideau | Détails | Le statut officiel du blason reste à déterminer. |

| Blason de Azay-sur-Cher | Blason  | Parti d'un fascé d'argent et de gueules de huit pièces, et d'argent à l'aigle au vol abaissé de sable, au chef d'azur chargé de trois étoiles d'or. |
| Blason de Azay-sur-Cher | Détails | Création Dominique Morche. Adopté les 17 et 26 novembre 1979.                                                                                       |

| Blason de Azay-sur-Indre | Blason  | D'or au pairle réduit ondé d'azur accompagné de trois roues de moulin de sable; sur le tout, d'argent à la bande de gueules. |
| Blason de Azay-sur-Indre | Détails | Le statut officiel du blason reste à déterminer.                                                                             |

Pas d'information pour les communes suivantes : Ambillou, Anché (Indre-et-Loire), Antogny-le-Tillac, Assay, Avoine (Indre-et-Loire), Avrillé-les-Ponceaux
- Haut – A
- B
- C
- D
- E
- F
- G
- H
- I
- J
- K
- L
- M
- N
- O
- P
- Q
- R
- S
- T
- U
- V
- W
- X
- Y
- Z

## B
| Blason de Ballan-Miré | Blason  | De sinople au chevron d'argent accompagné en chef de deux besants d'or et en pointe d'une masse d'armes du même posée en barre. |
| Blason de Ballan-Miré | Détails | Création J.E. Weelen et Riky. Adopté le 28 février 1980.                                                                        |

| Blason de Beaulieu-lès-Loches | Blason  | D'argent à une fleur de lys de gueules, au chef d'azur chargé de trois étoiles du champ. |
| Blason de Beaulieu-lès-Loches | Détails | Le statut officiel du blason reste à déterminer.                                         |

| Blason de Beaumont-Village | Blason  | D'or à la bande d'azur chargée de trois roues de moulin du champ posées à plomb. Devise / Cri« Beaumont suis, de mon passé me souviens. » |
| Blason de Beaumont-Village | Détails | Création S. Foucher et S. Segurini. Adopté le 20 octobre 1984.                                                                            |

| Blason de Betz-le-Château | Blason  | Fascé d'or et de sable, les fasces du premier chargées de neuf merlettes du second ordonnées 4, 2 et 3. |
| Blason de Betz-le-Château | Détails | Le statut officiel du blason reste à déterminer.                                                        |

| Blason de Bléré | Blason  | De gueules à trois boisseaux d'argent.           |
| Blason de Bléré | Détails | Le statut officiel du blason reste à déterminer. |

| Blason de Bossay-sur-Claise | Blason  | Écartelé : au 1er de sable au manteau de saint Martin de gueules mouvant de tous les bords de la partition, fendu par une épée basse d'argent garnie d'or, posée en barre et mouvant de la pointe, au crosseron contourné d'or mouvant de la pointe, posé en bande et brochant sur le tout, au 2d d'azur à la bêche d'argent posée en barre, mouvant du chef, le fer en bas, à la cruche d'or versée en bande, brochant sur le manche de la bêche et de l'ouverture de laquelle s'écoulent des ondes d'argent en pal ; au 3e d'azur à quatre outils préhistoriques d'or et un d'argent sans ordre, au 4e de gueules à la roue de moulin d'argent, les pales d'or, le moyeu de sable, brochant sur une rivière d'argent. |
| Blason de Bossay-sur-Claise | Détails | * Il y a là non-respect de la règle de contrariété des couleurs : ces armes sont fautives (gueules sur sable). Création Michel Claveau. Le statut officiel du blason reste à déterminer. |

| Blason de Bourgueil | Blason  | D'azur à deux clefs d'or passées en sautoir, liées en cœur d'argent, surmontées de trois fleurs de lys du second rangées en chef. |
| Blason de Bourgueil | Détails | Le statut officiel du blason reste à déterminer.                                                                                  |

| Blason de Braye-sur-Maulne | Blason  | De gueules à la divise ondée cousue d'azur* accompagnée en chef de deux arbres au naturel et en pointe d'une houe d'or et d'un épi de blé du même passés en sautoir, l'épi brochant sur la houe. |
| Blason de Braye-sur-Maulne | Détails | * Ces armes emploient le terme « cousu » dans le seul but de contrevenir à la règle de contrariété des couleurs : elles sont fautives : azur sur gueules.                                        |

| Blason de Bueil-en-Touraine | Blason  | D'azur au croissant d'argent accompagné de six croisettes recroisetées au pied fiché d'or, trois rangées en chef et trois rangées en pointe. |
| Blason de Bueil-en-Touraine | Détails | Armes de la famille de Bueil. Le statut officiel du blason reste à déterminer.                                                               |

Pas d'information pour les communes suivantes : Barrou, Beaumont-en-Véron, Beaumont-la-Ronce, Benais, Berthenay, Bossée,Le Boulay,Bournan, Braslou, Braye-sous-Faye, Brèches, Bréhémont, Bridoré, Brizay
- Haut – A
- B
- C
- D
- E
- F
- G
- H
- I
- J
- K
- L
- M
- N
- O
- P
- Q
- R
- S
- T
- U
- V
- W
- X
- Y
- Z

## C
| Blason de Candes-Saint-Martin | Blason  | De gueules à un château de trois tours couvertes d'or, pavillonnées et girouettées de même, ouvert du champ et ajouré de sable. |
| Blason de Candes-Saint-Martin | Détails | Le statut officiel du blason reste à déterminer.                                                                                |

| Blason de Celle-Saint-Avant (La) | Blason  | Coupé : au 1er parti de sinople et d'azur à une fleur de lys d'or, au 2d d'or plain ; le tout enfermé dans une bordure componée d'argent et de gueules. |
| Blason de Celle-Saint-Avant (La) | Détails | Adopté en 2023. |

| Blason de Céré-la-Ronde | Blason  | Écartelé en sautoir : au 1er d’or à un chêne coupé de sinople, aux 2e et 3e de gueules à une chèvre cabrée d’argent, les deux chèvres adossées, au 4e d’or au manteau de saint Martin de gueules partagé en deux par une épée haute de sable. |
| Blason de Céré-la-Ronde | Détails | Le statut officiel du blason reste à déterminer. |

| Blason de Chambray-lès-Tours | Blason  | D'argent à un carrefour d'azur à cinq axes convergeant vers un rond-point ouvert du champ, bordé de sinople, accosté de deux rameaux de cormier du même, et soutenu d'une grappe de raisin de pourpre; au chef cousu d'or* chargé d'une sainte Apolline d'argent, tenant une palme de gueules et accostée de deux chênes au naturel. |
| Blason de Chambray-lès-Tours | Détails | * Ces armes emploient le terme « cousu » dans le seul but de contrevenir à la règle de contrariété des couleurs : elles sont fautives : Chef d'or sur argent. Création A.P.A.C. et Alain Mercier. Adopté le 19 décembre 1985. |

| Blason de Champigny-sur-Veude | Blason  | D'azur à trois fleurs de lis d'or à un bâton péri en bande de gueules brochant sur le tout. |
| Blason de Champigny-sur-Veude | Détails | Le statut officiel du blason reste à déterminer.                                            |

| Blason de Chançay | Blason  | D'or à la fasce ondée d'azur, à la grappe de raisin d'argent, tigée et feuillée de sinople, brochant sur le tout. |
| Blason de Chançay | Détails | Le statut officiel du blason reste à déterminer.                                                                  |

| Blason de Chapelle-Blanche-Saint-Martin (La) | Blason  | De gueules à la barre d'or chargée du château du lieu, accompagné à dextre de l'église du lieu et à senestre d'un évêque bénissant, le tout d'argent, rangé en bande. |
| Blason de Chapelle-Blanche-Saint-Martin (La) | Détails | Le statut officiel du blason reste à déterminer. |

| Blason de Charentilly | Blason  | Parti d'azur à la fasce d'hermine accompagnée de trois lionceaux d'argent, et d'un fascé du même et de pourpre de huit pièces, à l'écusson de sable au rencontre de cerf d'argent mouvant de la pointe brochant en coeur sur la partition. |
| Blason de Charentilly | Détails | Le statut officiel du blason reste à déterminer. |

| Blason de Château-la-Vallière | Blason  | Coupé de gueules et d'or au léopard lionné coupé d'argent et de sable armé, lampassé, viléné et couronné du second brochant sur la partition. |
| Blason de Château-la-Vallière | Détails | Le statut officiel du blason reste à déterminer.                                                                                              |

| Blason de Château-Renault | Blason  | De gueules au château de trois tours d'argent en perspective, la tour du milieu en avant, les deux tours des flancs en arrière, le tout maçonné de sable. |
| Blason de Château-Renault | Détails | Armes parlantes. Le statut officiel du blason reste à déterminer.                                                                                         |

| Blason de Chaumussay | Blason  | D'azur à l'épi de blé d'or, mi-parti du premier à l'église du lieu d'argent, le tout coupé du premier au pont isolé de deux arches et deux demies du troisième; le tout enfermé dans une bordure componée du même et de gueules. |
| Blason de Chaumussay | Détails | Le statut officiel du blason reste à déterminer. |

| Blason de Chédigny | Blason  | D'azur à trois colombes d'argent, à l'écusson du champ en cœur chargé d'une fleur de lys d'or, au chef du même chargé d'un lion issant de gueules. |
| Blason de Chédigny | Détails | Le statut officiel du blason reste à déterminer.                                                                                                   |

| Blason de Chenonceaux | Blason  | D'or à un lion d'azur, au chef de gueules.       |
| Blason de Chenonceaux | Détails | Le statut officiel du blason reste à déterminer. |

| Blason de Chinon | Blason  | De gueules à trois châteaux à trois tours d'or accompagnés de trois fleurs de lis du même mal ordonnées. Devise / Cri«Chinon, petite ville grand renom, assise sur pierre ancienne, en haut le bois, au pied la Vienne». |
| Blason de Chinon | Détails | Le statut officiel du blason reste à déterminer. |

| Blason de Chisseaux | Blason  | D'azur à deux clés d'argent passées en sautoir, surmontées de trois besants d'or chargés chacun d'une tête de Minerve au trait de sable et rangés en chef ; à la bordure componée d'argent et de gueules. |
| Blason de Chisseaux | Détails | Le statut officiel du blason reste à déterminer. |

| Blason de Cigogné | Blason  | Écartelé : au 1er d'azur à la cigogne d'argent, au 2d du même à la rose de gueules boutonnée d'or, au 3e d'argent au crosseron d'abbé de gueules, au 4e de France. Devise / Cri« Aedificemus » (Ensemble, bâtissons notre avenir). |
| Blason de Cigogné | Détails | Armes parlantes. (cigogne) Le statut officiel du blason reste à déterminer. |

| Blason de Cinq-Mars-la-Pile | Blason  | De gueules au chevron fascé-ondé d'argent et d'azur de six pièces, accompagné de trois lionceaux du second. |
| Blason de Cinq-Mars-la-Pile | Détails | Le statut officiel du blason reste à déterminer.                                                            |

| Blason de Civray-de-Touraine | Blason  | D'azur à un pont voûté en ogive d'or maçonné de sable, accompagné de trois tours d'argent maçonnées de sable et ouvertes du champ, et surmonté d'une grappe de raisin tigée au naturel. |
| Blason de Civray-de-Touraine | Détails | Le statut officiel du blason reste à déterminer. |

| Blason de Continvoir | Blason  | Écartelé : au 1er de gueules au kiosque à musique du lieu d'or, au 2e d'argent à la feuille de châtaignier de sinople posée en bande, au 3e d'argent à la fleur de lis d'azur, au 4e de gueules à l'épée basse d'or. |
| Blason de Continvoir | Détails | Création Jean-François Binon. Le statut officiel du blason reste à déterminer. |

| Blason de Cormery | Blason  | Mi-parti d'or à l'aigle bicéphale de sable et de France ; à l'épée basse d'argent garnie d'or, brochant sur la partition. |
| Blason de Cormery | Détails | Le statut officiel du blason reste à déterminer.                                                                          |

| Blason de Couesmes | Blason  | D'or au lion d'azur.                             |
| Blason de Couesmes | Détails | Le statut officiel du blason reste à déterminer. |

| Blason de Courçay | Blason  | D'argent au chevron d'azur accompagné de trois croisettes anillées du même, au chef fascé d'argent et de gueules de huit pièces chargé d'un bâton pastoral d'azur brochant. |
| Blason de Courçay | Détails | Le statut officiel du blason reste à déterminer. |

| Blason de Courcelles-de-Touraine | Blason  | Burelé d'argent et de sable; sur le tout d'or à trois croisettes d'azur. |
| Blason de Courcelles-de-Touraine | Détails | Le statut officiel du blason reste à déterminer.                         |

| Blason de Courcoué | Blason  | D'azur à un marteau d'or accosté de deux crosses adossées du même ; à la bordure cousue* de gueules chargée de dix tours d'or.                                                                             |
| Blason de Courcoué | Détails | * Ces armes emploient le terme « cousu » dans le seul but de contrevenir à la règle de contrariété des couleurs : elles sont fautives : gueules sur azur. Le statut officiel du blason reste à déterminer. |

| Blason de Crissay-sur-Manse | Blason  | Losangé d'or et de gueules.                      |
| Blason de Crissay-sur-Manse | Détails | Le statut officiel du blason reste à déterminer. |

| Blason de Croix-en-Touraine (La) | Blason  | D'azur à la croix de Malte d'argent, au chef du même chargé de trois merlettes de sable. |
| Blason de Croix-en-Touraine (La) | Détails | Le statut officiel du blason reste à déterminer.                                         |

| Blason de Crouzilles | Blason  | D'azur à la croix d'argent chargée de cinq coquilles de sable. |
| Blason de Crouzilles | Détails | Création Dominique Morche. Adopté le 26 mars 1985.             |

Pas d'information pour les communes suivantes : Cangey, Chargé, La Celle-Guenand, Cerelles, Chambon (Indre-et-Loire), Chambourg-sur-Indre, Chanceaux-près-Loches, Chanceaux-sur-Choisille, Channay-sur-Lathan, La Chapelle-aux-Naux, La Chapelle-sur-Loire, Charnizay, Chaveignes, Cheillé, Chemillé-sur-Dême, Chemillé-sur-Indrois, Chezelles (Indre-et-Loire), Chouzé-sur-Loire, Cinais, Cinq-Mars-la-Pile, Ciran, Civray-sur-Esves, Cléré-les-Pins, Couziers, Cravant-les-Côteaux, Crotelles, Cussay
- Haut – A
- B
- C
- D
- E
- F
- G
- H
- I
- J
- K
- L
- M
- N
- O
- P
- Q
- R
- S
- T
- U
- V
- W
- X
- Y
- Z

## D
| Blason de Descartes | Blason  | D'or à la fasce de sinople chargée de trois tours d'argent, maçonnées de sable. |
| Blason de Descartes | Détails | Le statut officiel du blason reste à déterminer.                                |

| Blason de Dierre | Blason  | De sinople à une église de trois nefs et au clocher d'argent, ajourés de sable, accompagnés en chef à dextre d'une grappe de raisin d'or, à senestre d'une gerbe de blé du même et soutenue d'une rivière d'argent mouvant de la pointe. |
| Blason de Dierre | Détails | Création Dominique Morche. Adopté le 3 mai 1983. |

| Blason de Draché | Blason  | Tranché d'un losangé d'or et de gueules, et d'argent à la bande fuselée du second ; au menhir au naturel brochant sur le tout.                               |
| Blason de Draché | Détails | Fusion par tranché des armes de deux anciennes familles nobiliaires du lieu : la famille de Craon et la famille de la Jaille. Adopté par la commune en 1998. |

Pas d'information pour les communes suivantes : Dame-Marie-les-Bois, Dolus-le-Sec, Druye
- Haut – A
- B
- C
- D
- E
- F
- G
- H
- I
- J
- K
- L
- M
- N
- O
- P
- Q
- R
- S
- T
- U
- V
- W
- X
- Y
- Z

## E
| Blason de Esvres | Blason  | D'or à une roue dentée de sable encerclée de deux tiges de blé de sinople, à trois tours couvertes de gueules, soutenues d'une grappe de raisin fruitée du même, tigée et feuillée du second, brochant sur le tout. |
| Blason de Esvres | Détails | Création E. Blanchet. Adopté le 5 septembre 1980. |

Pas d'information pour les communes suivantes : Épeigné-les-Bois, Épeigné-sur-Dême, Les Essards (Indre-et-Loire), Esves-le-Moutier
- Haut – A
- B
- C
- D
- E
- F
- G
- H
- I
- J
- K
- L
- M
- N
- O
- P
- Q
- R
- S
- T
- U
- V
- W
- X
- Y
- Z

## F
| Blason de Ferrière-Larçon | Blason  | D'argent à la fasce ondée d'azur soutenue d'une trangle ondée du même, au chef du second chargé d'un fer à cheval du champ. |
| Blason de Ferrière-Larçon | Détails | Armes parlantes. Création M. Bourderioux (1974).                                                                            |

| Blason de Ferrière-sur-Beaulieu | Blason  | De gueules à un fer de lance d'argent, le fût de sable brisé, au chef du second chargé d'une croisette ancrée du champ. Devise / Cri« firmus et stabilis » |
| Blason de Ferrière-sur-Beaulieu | Détails | Armes parlantes. Création M. Bourderioux et Dominique Morche. Adopté le 8 novembre 1983.                                                                   |

| Blason de Fondettes | Blason  | Écartelé : au 1er d'or à trois fasces entées de gueules, au 2e coupé d'argent à la bande de gueules coticée de sable, et d'argent à l'arbre de sinople, au 3e fascé d'argent et de gueules de huit pièces, au 4e d'azur à la fasce d'or surmontée d'un lion léopardé et soutenue de trois annelets posés 2 et 1, le tout du même. |
| Blason de Fondettes | Détails | Les armes de la Famille de Maillé composent le 1er. Création M. Grossart. Conflit héraldique : le blasonnement annonce un fascé de huit pièces ; le dessin n'en montre que six. Le statut officiel du blason reste à déterminer.                                                                                                  |

| Blason de Francueil | Blason  | De gueules au pal-champagne d'argent chargé d'un angon d'azur mouvant de la pointe, supporté, en pointe, par cinq tourteaux du champ 2, 2 et 1, le pal accosté à dextre d'un besant d'or figuré d'un taureau furieux au trait de sable et, à senestre, d'une francisque contournée du même. |
| Blason de Francueil | Détails | Armes parlantes. Le statut officiel du blason reste à déterminer. |

Pas d'information pour les communes suivantes : Faye-la-Vineuse, La Ferrière (Indre-et-Loire)
- Haut – A
- B
- C
- D
- E
- F
- G
- H
- I
- J
- K
- L
- M
- N
- O
- P
- Q
- R
- S
- T
- U
- V
- W
- X
- Y
- Z

## G
| Blason de Genillé | Blason  | De gueules à la bande d'or, à une épée renversée d'argent accostée de deux plumes du même, le tout brochant. |
| Blason de Genillé | Détails | Création M. Bourderioux. Adopté le 29 juin 1966.                                                             |

| Blason de Grand-Pressigny (Le) | Blason  | Gironné d'or et d'azur, au pal brochant contrepalé d'azur et d'or de quatre pièces, à la fasce brochante contrefascée d'or et d'azur de quatre pièces ; sur le tout de gueules à la croix d'argent chargée d'une moucheture d'hermine de sable en chef. |
| Blason de Grand-Pressigny (Le) | Détails | Le statut officiel du blason reste à déterminer. |

| Blason de Guerche (La) | Blason  | De gueules à la croix pattée d'argent.           |
| Blason de Guerche (La) | Détails | Le statut officiel du blason reste à déterminer. |

Pas d'information pour les communes suivantes : Gizeux
- Haut – A
- B
- C
- D
- E
- F
- G
- H
- I
- J
- K
- L
- M
- N
- O
- P
- Q
- R
- S
- T
- U
- V
- W
- X
- Y
- Z

## H
| Blason de Hermites (Les) | Blason  | Écartelé aux 1er et 4e de gueules à l'ermite d'argent chevelé, barbé et habillé d'un manteau d'or, bénissant de sa dextre et tenant de sa senestre un bâton du même ; au 2d d'azur à trois gerbes de blé d'or liées de gueules, au 3e d'azur à deux massacres de cerf de sable ramés d'or soutenus d'un poisson d'argent. |
| Blason de Hermites (Les) | Détails | Armes parlantes. * Il y a là non-respect de la règle de contrariété des couleurs : ces armes sont fautives (sable sur azur). Le statut officiel du blason reste à déterminer. |

| Blason de Hommes | Blason  | Écartelé: aux 1er et au 4e d'argent à l'orme au naturel, aux 2e et 3e d'argent au château en perspective de deux tours, celle de dextre sommée d'une échauguette, le tout au naturel* (gueules) et ajouré de sable. |
| Blason de Hommes | Détails | Le statut officiel du blason reste à déterminer. |

Pas d'information pour les communes suivantes : Huismes
- Haut – A
- B
- C
- D
- E
- F
- G
- H
- I
- J
- K
- L
- M
- N
- O
- P
- Q
- R
- S
- T
- U
- V
- W
- X
- Y
- Z

## I
| Blason de Île-Bouchard (L') | Blason  | Écartelé de sinople à la fasce d'or, et du même à la bande du premier. |
| Blason de Île-Bouchard (L') | Détails | Le statut officiel du blason reste à déterminer.                       |

Pas d'information pour les communes suivantes : Ingrandes-de-Touraine
- Haut – A
- B
- C
- D
- E
- F
- G
- H
- I
- J
- K
- L
- M
- N
- O
- P
- Q
- R
- S
- T
- U
- V
- W
- X
- Y
- Z

## J
| Blason de Joué-lès-Tours | Blason  | Parti d'azur et d'or à la tour de sable maçonnée d'argent brochant sur la partition. |
| Blason de Joué-lès-Tours | Détails | Armes parlantes. Le statut officiel du blason reste à déterminer.                    |

Pas d'information pour les communes suivantes : Jaulnay
- Haut – A
- B
- C
- D
- E
- F
- G
- H
- I
- J
- K
- L
- M
- N
- O
- P
- Q
- R
- S
- T
- U
- V
- W
- X
- Y
- Z

## L
| Blason de Langeais | Blason  | D'or (de gueules) à la mouette d'argent, volant et plongeant en bande, tenant dans son bec un poisson du même (accompagnée en pointe de trois melons de sinople); au chef de sable (d'azur) chargé de trois tours ouvertes du champ, crénelées d'argent, essorées et girouettées de gueules. Devise / Cri« alae gaviae victus ». |
| Blason de Langeais | Détails | * Il y a là non-respect de la règle de contrariété des couleurs : ces armes sont fautives (argent sur or). Le statut officiel du blason reste à déterminer. |

| Blason de Larçay | Blason  | D'argent, au lion de sable, armé et couronné d'or. |
| Blason de Larçay | Détails | Le statut officiel du blason reste à déterminer.   |

| Blason de Le Liège | Blason  | Tiercé en pairle renversé : au 1er de sinople à l'épée basse d'argent posée en bande et coupant un manteau de gueules, au 2d d'or à la grappe de raisin de pourpre pamprée au naturel, au 3e d'azur au dolmen d'argent ; à la bordure réduite componée d'argent et de gueules. |
| Blason de Le Liège | Détails | Création Jean-François Binon. Adopté en décembre 2016. |

| Blason de Ligueil | Blason  | D'azur à un œil d'argent à la pupille de sable.                   |
| Blason de Ligueil | Détails | Armes parlantes. Le statut officiel du blason reste à déterminer. |

| Blason de Limeray | Blason  | D'or à un soleil levant de gueules rayonnant de sable, surmonté de trois grappes de raisin mal ordonnées du second, issant d'une rivière ondée d'azur mouvant de la pointe, le reflet dudit soleil du troisième chargé d'un cor de postillon du champ. |
| Blason de Limeray | Détails | * Il y a là non-respect de la règle de contrariété des couleurs : ces armes sont fautives (sable sur azur). Création Dominique Morche. Adopté le 8 février 1982.                                                                                       |

| Blason de Loché-sur-Indrois | Blason  | De gueules à une crosse contournée d'or, aux deux loches contournées d'argent nageant l'une sur l'autre brochant en cœur sur le tout. |
| Blason de Loché-sur-Indrois | Détails | Armes parlantes. Création M. Bourderioux 1942.                                                                                        |

| Blason de Loches | Blason  | De sinople à six loches posées en fasce ordonnées 3-2-1, au chef cousu de France. |
| Blason de Loches | Détails | Armes parlantes. Le statut officiel du blason reste à déterminer.                 |

| Blason de Louans | Blason  | De sinople à une tour couverte d'argent, ouverte, ajourée et girouettée de gueules, au chef d'or chargé d'une aigle bicéphale couronnée issante de sable et d'une épée basse issante d'argent au pommeau d'or brochant sur l'aigle. Devise / Cri« villa lupantia ». |
| Blason de Louans | Détails | Création Marie-Thérèse et Hélène Plot-Vagnini (mai 1988) |

| Blason de Lussault-sur-Loire | Blason  | D'azur aux pics du carrier et du vigneron passés en sautoir, manches au naturel, lames d'argent, adextrés de cinq besants d'or rangés 2,2,1. |
| Blason de Lussault-sur-Loire | Détails | Le statut officiel du blason reste à déterminer.                                                                                             |

| Blason de Lublé | Blason  | De sinople aux trois monuments du lieu d'argent, l'hôpital à dextre, l'église à senestre et le moulin à vent en pointe, accompagnés en chef d'une coquille d'or ; au chef cousu d'azur chargé d'un dauphin couché contourné d'argent. |
| Blason de Lublé | Détails | * Il y a là non-respect de la règle de contrariété des couleurs : ces armes sont fautives (azur sur sinople). Le statut officiel du blason reste à déterminer.                                                                        |

| Blason de Luynes | Blason  | Écartelé d'or au lion de gueules, et d'azur à deux louves ravissantes et affrontées d'argent, sur le tout de gueules à la massue d'or, armée de piquetons d'argent et dressée en pal, au chef du même chargé d'un gonfanon de deux pendants du champ. |
| Blason de Luynes | Détails | Armes de Charles d'Albert, duc de Luynes. Le statut officiel du blason reste à déterminer. |

| Blason de Luzillé | Blason  | D'azur au chevron renversé d'argent soutenu d'une bonde d'étang d'or mouvant de la pointe, accompagné d'un soleil non figuré du même en chef, et de deux arbres arrachés du même aux flancs. |
| Blason de Luzillé | Détails | Le statut officiel du blason reste à déterminer. |

Pas d'information pour les communes suivantes : Lémeré, Lerné, Lignières-de-Touraine, Ligré, Louestault, Le Louroux, Luzé
- Haut – A
- B
- C
- D
- E
- F
- G
- H
- I
- J
- K
- L
- M
- N
- O
- P
- Q
- R
- S
- T
- U
- V
- W
- X
- Y
- Z

## M
| Blason de Maillé | Blason  | De gueules au chevron d'argent accompagné de trois coquilles d'or. |
| Blason de Maillé | Détails | Le statut officiel du blason reste à déterminer.                   |

| Blason de Marcilly-sur-Maulne | Blason  | D'azur à trois écureuils d'or, à la filière du même. |
| Blason de Marcilly-sur-Maulne | Détails | Le statut officiel du blason reste à déterminer.     |

| Blason de Membrolle-sur-Choisille (La) | Blason  | Losangé d'or et de gueules. Devise / Cri« villa Membriolis ». |
| Blason de Membrolle-sur-Choisille (La) | Détails | Le statut officiel du blason reste à déterminer.              |

| Blason de Mettray | Blason  | De gueules à cinq fasces ondées accolées, trois d'argent et deux d'azur. |
| Blason de Mettray | Détails | Le statut officiel du blason reste à déterminer.                         |

| Blason de Monnaie | Blason  | D'azur au besant d'argent figuré d'une tête de Junon, accompagné de deux châtaigniers arrachés d'or en chef, et d'une souche arrachée du même en pointe. |
| Blason de Monnaie | Détails | Armes parlantes. Le statut officiel du blason reste à déterminer.                                                                                        |

| Blason de Montbazon | Blason  | De gueules à neuf macles accolées et aboutées d'or ordonnées 3, 3 et 3.                                                |
| Blason de Montbazon | Détails | Armes de la famille de Rohan, titulaire du duché-pairie de Montbazon. Le statut officiel du blason reste à déterminer. |

| Blason de Montlouis-sur-Loire | Blason  | Écartelé : aux 1 et 4, d'argent à un poing senestre de gueules mouvant en fasce d'une nuée d'azur mouvant du flanc dextre, enserrant trois rameaux de vesces de sinople en bouquet; aux 2 et 3, parti de sinople au pal d'argent, et de gueules au pal aussi d'argent. |
| Blason de Montlouis-sur-Loire | Détails | adopté en 1947. |

| Blason de Montrésor | Blason  | D'azur à dix besants d'or ordonnés 4, 3, 2 et 1.                  |
| Blason de Montrésor | Détails | Armes parlantes. Le statut officiel du blason reste à déterminer. |
| Blason de Montrésor | Alias   | D'azur besanté d'or.                                              |

| Blason de Montreuil-en-Touraine | Blason  | D'or au mont de sinople, surmonté de trois arbres en fuseau arrachés du même mal ordonnés. |
| Blason de Montreuil-en-Touraine | Détails | Armes parlantes. Création M. Bouderioux, 24 septembre 1983.                                |

| Blason de Monts | Blason  | D'azur à trois fleur de lis d'or, au chef d'argent chargé d'une bordure dentelée de sable et d'une paire de ciseaux accostée des lettres M et R onciales, le tout du même. |
| Blason de Monts | Détails | Le statut officiel du blason reste à déterminer. |

| Blason de Morand | Blason  | Tiercé en pairle renversé: au 1er de sinople à l'agneau pascal couché d'argent tenant une croix haute d'or à l'oriflamme d'argent chargé d'une croisette de gueules, au 2e de gueules à la gerbe d'or, au 3e d'argent à trois fasces ondées d'azur et à la fleur de lis d'or brochant sur les fasces. |
| Blason de Morand | Détails | Création Jean-François Binon. |

Pas d'information pour les communes suivantes : Manthelan, Marçay (Indre-et-Loire), Marcé-sur-Esves, Marcilly-sur-Vienne, Marigny-Marmande, Marray, Mazières-de-Touraine, Monthodon, Mosnes, Mouzay (Indre-et-Loire)
- Haut – A
- B
- C
- D
- E
- F
- G
- H
- I
- J
- K
- L
- M
- N
- O
- P
- Q
- R
- S
- T
- U
- V
- W
- X
- Y
- Z

## N
| Blason de Nazelles-Négron | Blason  | D'azur au navire marchand romain d'or, au mât et cordages de sable, au chef du second chargé d'une étoile de gueules. |
| Blason de Nazelles-Négron | Détails | Le statut officiel du blason reste à déterminer.                                                                      |

| Blason de Neuil | Blason  | D'or à trois aiglettes de gueules, chaussé d'un losangé du premier et du second. |
| Blason de Neuil | Détails | Création Francine Lévêque. Adopté le 22 septembre 2007.                          |

| Blason de Neuillé-le-Lierre | Blason  | D'azur à deux fleurs de lis d'or en chef et une étoile de même en pointe, au chef palé d'or et de gueules de six pièces .                       |
| Blason de Neuillé-le-Lierre | Détails | Fusion des armes de Lavardin (fleurs de lys), de Bridieu (étoile) et d'Amboise (palé en chef). Le statut officiel du blason reste à déterminer. |

| Blason de Neuillé-Pont-Pierre | Blason  | De gueules au pont en dos d'âne de trois arches d'argent maçonné de sable, au chef cousu d'azur* chargé d'un glaive d'or et d'une clef du même, le pennon vers la pointe, passés en sautoir.          |
| Blason de Neuillé-Pont-Pierre | Détails | Armes parlantes. * Ces armes emploient le terme « cousu » dans le seul but de contrevenir à la règle de contrariété des couleurs : elles sont fautives. Création Paul Roque. Adopté le 29 avril 1944. |

| Blason de Neuvy-le-Roi | Blason  | D'azur à la bande d'or.                          |
| Blason de Neuvy-le-Roi | Détails | Le statut officiel du blason reste à déterminer. |

| Blason de Noizay | Blason  | D'azur au cep de vigne de deux sarments tigés et feuillés d'or, fruités chacun de trois grappes de raisin de gueules, enfermant un château d'argent ouvert, ajouré et maçonné de sable, donjonné de trois tourelles aussi d'argent couvertes et girouettées aussi de sable, ledit cep posé sur une champagne aussi d'or chargée d'une jumelle ondée du champ. |
| Blason de Noizay | Détails | Création Robert Louis. Adopté le 17 juin 1961. |

| Blason de Notre-Dame-d'Oé | Blason  | D'or à Notre Dame de carnation vêtue d'azur, couronnée d'étoiles d'argent, posée sur un tertre de sinople qu'Elle touche d'un long sceptre fleurdelysé tenu de sa main dextre pour en faire jaillir une source du quatrième ; au chef burelé d'argent et de gueules de huit pièces chargé d'un bâton pastoral de sable mouvant du trait du chef et brochant. |
| Blason de Notre-Dame-d'Oé | Détails | Armes parlantes. Création Dominique Morche. Adopté le 26 juin 1986. |

| Blason de Nouans-les-Fontaines | Blason  | Écartelé: Aux 1er et 4e d'argent au jet d'eau d'azur jaillissant d'une jumelle ondée et alésée du même, au 2e d'azur à la châtaigne de sinople feuillée de deux pièces du même, au 3e d'azur au gland de sinople feuillé de deux pièces du même; à quatre épis d'or, posés en croix, les tiges nouées en abîme, brochant sur la partition. |
| Blason de Nouans-les-Fontaines | Détails | * Il y a là non-respect de la règle de contrariété des couleurs : ces armes sont fautives (sinople sur azur). Le statut officiel du blason reste à déterminer. |

| Blason de Nouatre | Blason  | D'argent au noyer de sinople fruité d'or, posé sur une motte du second ; à la bordure d'azur chargée de cinq anneaux et attaches de scellement du champ ordonnés en orle, accompagnés à dextre du chef de Notre Dame tenant l'Enfant Jésus d'or. |
| Blason de Nouatre | Détails | Création Dominique Morche. Adopté le 4 octobre 1985. |

| Blason de Nouzilly | Blason  | D'azur à la tête de cheval de trait d'argent accompagnée de trois coquerelles versées d'or. |
| Blason de Nouzilly | Détails | Utilisé depuis 1985. Création Dominique Morche et A. Flament (maire).                       |

Pas d'information pour les communes suivantes : Neuilly-le-Brignon, Neuville-sur-Brenne, Noyant-de-Touraine

- Haut – A
- B
- C
- D
- E
- F
- G
- H
- I
- J
- K
- L
- M
- N
- O
- P
- Q
- R
- S
- T
- U
- V
- W
- X
- Y
- Z

## O
| Blason de Orbigny | Blason  | D’or à la fasce ondée d’azur accompagnée en chef d’un pampre au naturel feuillé à dextre de trois pièces de sinople et fruité à senestre d’une grappe de raisin de pourpre, et en en pointe d’une gerbe de blé aussi de sinople. Devise / Cri« sans eux plus rien ne suis » |
| Blason de Orbigny | Détails | Le statut officiel du blason reste à déterminer. |

- Haut – A
- B
- C
- D
- E
- F
- G
- H
- I
- J
- K
- L
- M
- N
- O
- P
- Q
- R
- S
- T
- U
- V
- W
- X
- Y
- Z

## P
| Blason de Parçay-Meslay | Blason  | Fascé d'argent et de gueules de huit pièces, au néflier arraché de sinople fruité au naturel brochant sur le tout ; au chef d'azur chargé d'une tête d'homme de profil d'or accostée de deux grappes de raisin du premier. |
| Blason de Parçay-Meslay | Détails | Création Dominique Morche. Adopté le 17 décembre 1986. |

Panzoult porte un pseudo-blason.
| Blason de Pernay | Blason  | D'azur à la croix d'argent perronnée de trois degrés sur les quatre branches, à la margelle du même en cœur ajourée du champ ; au chef d'or à la fasce nébulée de gueules, chargée d'un franc-canton du même à l'aigle du troisième. |
| Blason de Pernay | Détails | Création Dominique Morche. Adopté le 5 octobre 1992. |

| Blason de Le Petit-Pressigny | Blason  | De pourpre à l'écusson haussé de sable, chargé d'un peuplier au naturel accosté de deux fleurs de lis d'or, posé sur un mont du même et accompagné au canton dextre du chef d'une étoile d'or rayonnant en pointe de trois rais posés en bande du même et au croissant versé du même brochant sur l'arbre ; ledit écusson accosté de deux clés d'or, les pannetons affrontés, et accompagné en pointe d'une fasce ondée du même chargée d'une fasce ondée d'azur surchargée d'une truite au naturel et sommée en flancs de deux arcs de triomphe d'or ; le tout enfermé dans une filière de sable. |
| Blason de Le Petit-Pressigny | Détails | * Il y a là non-respect de la règle de contrariété des couleurs : ces armes sont fautives (sable sur pourpre). Le statut officiel du blason reste à déterminer. |

| Blason de Pocé-sur-Cisse | Blason  | D'argent à deux tierces d'azur passées en sautoir, cantonnées d'une grappe de raisin de gueules en chef, de deux merlettes de sable aux flancs, et d'un cheval du troisième en pointe. |
| Blason de Pocé-sur-Cisse | Détails | Création Dominique Morche. Adopté le 24 février 1994. |

| Blason de Preuilly-sur-Claise | Blason  | D'or à trois aiglettes éployées d'azur.          |
| Blason de Preuilly-sur-Claise | Détails | Le statut officiel du blason reste à déterminer. |

| Blason de Pussigny | Blason  | D'azur au dolmen d'or surmonté d'un crosseron du même; à la bordure componée d'argent et de gueules. |
| Blason de Pussigny | Détails | Création Jean-François Binon. Adopté le 30 janvier 2019.                                             |

Pas d'information pour les communes suivantes : Parçay-sur-Vienne, Paulmy, Perrusson, Pont-de-Ruan, Ports (Indre-et-Loire), Pouzay
- Haut – A
- B
- C
- D
- E
- F
- G
- H
- I
- J
- K
- L
- M
- N
- O
- P
- Q
- R
- S
- T
- U
- V
- W
- X
- Y
- Z

## R
| Blason de Reignac-sur-Indre | Blason  | Parti d'azur à trois abeilles d'or, et de gueules à trois fasces d'argent. |
| Blason de Reignac-sur-Indre | Détails | Le statut officiel du blason reste à déterminer.                           |

| Blason de Reugny | Blason  | Taillé de gueules à une tour d'or ouverte, ajourée et maçonnée de sable, et du second à une fleur de lys d'azur. |
| Blason de Reugny | Détails | Le statut officiel du blason reste à déterminer.                                                                 |

| Blason de Riche (La) | Blason  | Parti d'un mi-parti d'or semé de fleurs de lys de gueules à l'aigle de sable brochante, et d'azur à Saint Côme et Saint Damien affrontés, vêtus de robes de docteur, sur une terrasse, l'un tenant un livre, l'autre une boite, le tout d'or. |
| Blason de Riche (La) | Détails | Création Dominique Morche. Adopté le 23 avril 1986. |

| Blason de Richelieu | Blason  | Écartelé de gueules plain et d'or à la fasce du premier ; à la bande du second brochant sur le tout. |
| Blason de Richelieu | Détails | Le statut officiel du blason reste à déterminer.                                                     |

| Blason de Rochecorbon | Blason  | De gueules au chevron d'azur* accompagné en chef de deux feuilles de vigne de sinople* et d'un lion d'or en pointe                    |
| Blason de Rochecorbon | Détails | * Il y a là non-respect de la règle de contrariété des couleurs : ces armes sont fautives (azur et sinople sur gueules). Depuis 1984. |

| Blason de Rouziers-de-Touraine | Blason  | Écartelé : au 1er d'azur à trois clous de la Passion d'or, au 2d d'argent au lion de sable armé et lampassé de gueules, au 3e d'azur à trois glands d'or, au 4e de sinople à cinq tours couvertes d'argent, ouvertes et ajourées de sable, ordonnées en sautoir ; sur le tout, d'azur à trois roseaux, tigés et feuillés d'or et terrassé-isolé de sable. |
| Blason de Rouziers-de-Touraine | Détails | Le statut officiel du blason reste à déterminer. |

Pas d'information pour les communes suivantes : Razines, Restigné, Rigny-Ussé, Rillé, Rilly-sur-Vienne, Rivarennes (Indre-et-Loire), Rivière (Indre-et-Loire), La Roche-Clermault
- Haut – A
- B
- C
- D
- E
- F
- G
- H
- I
- J
- K
- L
- M
- N
- O
- P
- Q
- R
- S
- T
- U
- V
- W
- X
- Y
- Z

## S
| Blason de Saché | Blason  | Coupé de sinople à une chèvre d'argent accostée de deux molettes d'éperon d'or, et du même à la roue de moulin de huit bras de gueules ; à la fasce ondée d'argent brochant sur la partition. |
| Blason de Saché | Détails | Création Dominique Morche. Adopté le 7 septembre 1990. |

| Blason de Saint-Avertin | Blason  | D'argent au pairle de gueules accompagné de trois feuilles de plantin de sinople. Devise / Cri« labore et constantia » (labeur et constance). |
| Blason de Saint-Avertin | Détails | Création J.E. Weelen et Riky. Adopté le 15 juin 1962.                                                                                         |

| Blason de Saint-Christophe-sur-le-Nais | Blason  | D'azur à saint Christophe d'or.                  |
| Blason de Saint-Christophe-sur-le-Nais | Détails | Le statut officiel du blason reste à déterminer. |

| Blason de Saint-Cyr-sur-Loire | Blason  | D'azur à une ancre de marinier d'argent avec deux anneaux du même, l'un en chef et l'autre en pointe, à la gerbe de blé d'or brochant liée du second à la stangue, le tout accosté de deux sarments de vigne tigés et feuillés du troisième, fruités de trois pièces d'argent à dextre et de trois pièces de gueules à senestre. |
| Blason de Saint-Cyr-sur-Loire | Détails | Le statut officiel du blason reste à déterminer. |

| Blason de Saint-Épain | Blason  | D'azur à une porte de ville crénelée et coulissée d'argent, flanquée de deux tours du même, le tout maçonné de sable. |
| Blason de Saint-Épain | Détails | Le statut officiel du blason reste à déterminer.                                                                      |

| Blason de Saint-Étienne-de-Chigny | Blason  | De gueules à une étoile d'argent, au chef d'or chargé de trois croisettes potencées au pied fiché d'azur. |
| Blason de Saint-Étienne-de-Chigny | Détails | Le statut officiel du blason reste à déterminer.                                                          |

| Blason de Saint-Laurent-de-Lin | Blason  | Écartelé : au 1er d'or à la coquille renversée de gueules, au 2d de sinople à l'écusson écartelé d'azur à un croissant d'argent accompagné de six croisettes recroisetées au pied fiché d'or ordonnées 3 et 3, et de gueules à la croix ancrée d'or, sur le tout, écartelé du Dauphiné et de Champagne ; au 3e de sinople à la tête de femme posée de dos et de trois-quarts, cousue de gueules, colletée de sable, à la coiffe de dentelle d'argent ajourée de sable ; au 4e d'or au fer à cheval de sable, percé du champ, l'espace entre les lames rempli d'argent* et chargé d'une machine agricole ancienne d'or*. |
| Blason de Saint-Laurent-de-Lin | Détails | Outre leur trop importante complexité, * Il y a là non-respect de la règle de contrariété des couleurs : ces armes sont fautives. Le statut officiel du blason reste à déterminer. |

| Blason de Saint-Martin-le-Beau | Blason  | De gueules à la châsse de Saint Martin d'or posée sur un brancard du même, à la champagne cousue de sinople* chargée d'une grappe de raisin tigée et feuillée aussi d'or.                                          |
| Blason de Saint-Martin-le-Beau | Détails | * Ces armes emploient le terme « cousu » dans le seul but de contrevenir à la règle de contrariété des couleurs : elles sont fautives : sinople sur gueules. Création Dominique Morche. Adopté le 31 janvier 1980. |

| Blason de Saint-Nicolas-de-Bourgueil | Blason  | De sinople au tonneau d'or posé en pal en pointe, à la crosse du même brochante, à deux pampres de vigne d'or mouvant du tonneau et passés en sautoir, chargés de trois grappes de raisin de pourpre l'une brochant en abîme, les deux autres en flancs, accompagnés de deux roses d'or, une dans chaque canton du chef. |
| Blason de Saint-Nicolas-de-Bourgueil | Détails | Le statut officiel du blason reste à déterminer. |

| Blason de Saint-Nicolas-des-Motets | Blason  | De sinople à un crosseron d'or, soutenu de deux épis de blé tigés et feuillés du même, les tiges passées en sautoir et les épis ployés en fasce vers les flancs ; à la bordure componée de quatorze pièces d'argent et de gueules. |
| Blason de Saint-Nicolas-des-Motets | Détails | Le statut officiel du blason reste à déterminer. |

| Blason de Saint-Paterne-Racan | Blason  | D'azur au croissant d'argent accompagné de six croisettes potencées au pied fiché d'or ordonnées 3 et 3 qui est de Bueil. |
| Blason de Saint-Paterne-Racan | Détails | Le statut officiel du blason reste à déterminer.                                                                          |

| Blason de Saint-Patrice | Blason  | D'argent à trois trèfles de sinople, au chef de France. Devise / Cri« Semper Vivax ». |
| Blason de Saint-Patrice | Détails | Le statut officiel du blason reste à déterminer.                                      |

| Blason de Saint-Pierre-des-Corps | Blason  | De gueules à un brasier d'or à dextre, au marteau versé de sable** posé en barre contre une enclume d'argent à senestre, le tout surmonté des lettres S, P et C capitales du même entrelacées en pal, mantelé d'azur***, à deux clefs d'or posées en chevron brochant sur le mantelé, leurs pannetons en pointe et liées par un anneau du même, au chef cousu* de gueules chargé de quatre pals cousus* de sinople et d'une étoile d'argent brochant en cœur. |
| Blason de Saint-Pierre-des-Corps | Détails | * Il y a là non-respect de la règle de contrariété des couleurs : ces armes sont fautives (sinople, sable et azur sur gueules). Le statut officiel du blason reste à déterminer. |

| Blason de Saint-Roch | Blason  | De gueules à la cotice en barre cousue d'azur chargée de cinq fleurs de lys d'or, accompagnée en chef de saint Roch contourné d'argent, mouvant de la cotice, vêtu en pèlerin, le visage de sable dissimulé sous un capuchon et tenant sous son bras droit un pain rond d'or, et en pointe d'un chien assis d'argent ; le tout enfermé dans une bordure cousue aussi d'azur combinée avec la cotice et chargée, en pointe, de la base d'un tronc de chêne arraché, en chef et aux flancs, de trois branches de chêne feuillées de deux pièces et englantées d'une posées en croix et, aux angles, de quatre branches feuillées de trois pièces et englantées de deux posées en sautoir, le tout d'or mouvant du trait de la bordure. |
| Blason de Saint-Roch | Détails | * Il y a là non-respect de la règle de contrariété des couleurs : ces armes sont fautives (azur sur gueules). Le statut officiel du blason reste à déterminer. |

| Blason de Saint-Senoch | Blason  | Tiercé en pairle renversé : au 1er de gueules à saint Senoch, ermite, d'argent, barbé et chevelé d'or, la main dextre appuyée sur un bâton du même, la senestre levée et bénissant, au 2e d'or à une branche de bruyère de sinople fleurie de pourpre, au 3e d'azur à une fleur de lys d'or, au pied nourri et les pétales latéraux fourchés. |
| Blason de Saint-Senoch | Détails | Armes parlantes. Le statut officiel du blason reste à déterminer. |

| Blason de Sainte-Catherine-de-Fierbois | Blason  | D'azur à l'épée d'argent garnie d'or, enfilée d'une couronne de Prince du Sang et accostée de deux fleurs de lys, le tout du même. |
| Blason de Sainte-Catherine-de-Fierbois | Détails | Reprise des armoiries de sainte Jeanne d'Arc. Le statut officiel du blason reste à déterminer.                                     |

| Blason de Sainte-Maure-de-Touraine | Blason  | Écartelé : au 1er de gueules à neuf macles accolées et aboutées d'or ordonnées 3, 3 et 3, au 2e de gueules aux chaînes d'or posées en croix, sautoir et orle, chargées en coeur d'une émeraude au naturel, au 3e d'azur à trois fleurs de lis d'or et au bâton componé d'argent et de gueules, brochant sur le tout, au 4e d'hermine plain ; sur le tout d'argent à la guivre d'azur, ondoyant en pal, couronnée d'or, engoulant un enfant de gueules. —OU— Écartelé de Rohan, de Navarre, d'Évreux et de Bretagne, sur le tout de Milan. |
| Blason de Sainte-Maure-de-Touraine | Détails | Ce sont les armes de Louis VII de Rohan, Duc de Montbazon et très certainement seigneur nobiliaire du lieu. Le statut officiel du blason reste à déterminer. |

| Blason de Savigné-sur-Lathan | Blason  | De gueules à la tour d'argent accostée de deux fleurs de lys d'or, au chef du second chargé d'une patte de griffon de sinople. |
| Blason de Savigné-sur-Lathan | Détails | Création M. Bouderioux (1970)                                                                                                  |

| Blason de Savigny-en-Véron | Blason  | Écartelé : au 1er d'azur à la fasce ondée d'argent, au vairon d'or frétillant, la queue vers la pointe, brochant sur le tout ; aux 2e et 3e de gueules à trois fleurs de lys d'or, au 4e d'azur à la fasce d'argent, à la grappe de raisin feuillée d'or brochante. |
| Blason de Savigny-en-Véron | Détails | Armes parlantes. (vairon) Création Claude Comette, 1990. |

| Blason de Savonnières | Blason  | D'argent à une saponaire fleurie de gueules, tigée et feuillée de sinople, chaussé d'azur à deux fleurs de lys d'or. |
| Blason de Savonnières | Détails | Armes parlantes. (saponaire) Création J. Breton, 1977                                                                |

| Blason de Semblançay | Blason  | De gueules au chevron d'argent accompagné de trois besants d'or.                                                                                           |
| Blason de Semblançay | Détails | Ce sont les armes de Jacques de Beaune. Les émaux ont été modifiés d'après les recherches de J.P. Fernon. Le statut officiel du blason reste à déterminer. |

| Blason de Sepmes | Blason  | "D'azur à une barre d'argent chargée d'une barre d'azur surchargée de l'inscription de SEPMES en capitales d'or ( rangées en barre et posées en bande) accompagnée en chef de deux épis du même et en pointe de deux jonquilles aussi d'or, tigées et feuillées de sinople; le tout enfermé dans une filière d'argent. |
| Blason de Sepmes | Détails | Le statut officiel du blason reste à déterminer. |

| Blason de Sonzay | Blason  | Écartelé d'azur à six annelets d'or ordonnés 3, 2 et 1, et de gueules à trois fasces ondées d'argent ; à la tour portillée d'argent maçonnée de sable, brochant en cœur sur le tout. |
| Blason de Sonzay | Détails | Création Dominique Morche, 1992. |

| Blason de Sorigny | Blason  | D'argent à deux fasces d'azur surmontées de deux coquilles de sinople, à la tour crénelée de quatre pièces de gueules ouverte du champ avec une herse de sable cloutée d'or brochant sur le tout, posée sur une terrasse aussi de sinople, ladite tour chargée d'un écusson de gueules à la croix pattée d'argent. |
| Blason de Sorigny | Détails | Création Dominique Morche. Adopté le 23 mai 1989. |

| Blason de Sublaines | Blason  | Taillé d'azur à une Otididae d'argent, et de sinople à une fleur de lis d'or. |
| Blason de Sublaines | Détails | Le statut officiel du blason reste à déterminer.                              |

Pas d'information pour les communes suivantes : Saint-Antoine-du-Rocher, Saint-Aubin-le-Dépeint, Saint-Bauld, Saint-Benoît-la-Forêt, Saint-Branchs, Saint-Flovier, Saint-Genouph, Saint-Germain-sur-Vienne, Saint-Hippolyte (Indre-et-Loire), Saint-Jean-Saint-Germain, Saint-Laurent-en-Gâtines, Saint-Michel-sur-Loire, Saint-Ouen-les-Vignes, Saint-Quentin-sur-Indrois, Saint-Règle, Saunay, Sazilly, Sennevières, Seuilly, Souvigné (Indre-et-Loire), Souvigny-de-Touraine

- Haut – A
- B
- C
- D
- E
- F
- G
- H
- I
- J
- K
- L
- M
- N
- O
- P
- Q
- R
- S
- T
- U
- V
- W
- X
- Y
- Z

## T
| Blason de Tauxigny | Blason  | D'argent à la colline de sinople chargée en pointe d'une trangle ondée d'argent, au bourdon au pied fiché de gueules brochant sur le tout, accompagné d'un franc-canton dextre burelé d'argent et de gueules de huit pièces et d'un franc-canton senestre mi-parti au I d'or à l'aigle bicéphale de sable, au II d'azur aux trois fleurs de lys d'or et à l'épée renversée d'argent brochant sur la partition. |
| Blason de Tauxigny | Détails | Création Dominique Morche. Adopté le 28 novembre 1986. |

| Blason de Tavant | Blason  | D'argent à la main dextre appaumée de gueules mouvant de la pointe senestre, tenant entre son pouce et son majeur une tige de ferronnerie terminée par quatre volutes de sable. Devise / Cri« ici, l'art c'est Tavant tout ». |
| Blason de Tavant | Détails | Création M. Bouderioux, 1976. |

| Blason de Thilouze | Blason  | De gueules au tilleul arraché d'or chargé d'une croix tréflée au pied fiché de sable, au chef d'argent chargé de trois cœurs du champ. |
| Blason de Thilouze | Détails | Création Dominique Morche. Adopté le 7 février 1986.                                                                                   |

| Blason de Tours | Blason  | De sable à trois tours d'argent ouvertes et maçonnées de sable, pavillonnées et girouettées de gueules ; au chef cousu de France. Devise / Cri« sustentant lilia turres » (les tours soutiennent les lis). |
| Blason de Tours | Détails | Armes parlantes. Le statut officiel du blason reste à déterminer. |

| Blason de Trogues | Blason  | Trois barres, une tour brochante et un lion léopardé regardant brochant sur la tour. |
| Blason de Trogues | Détails | Le statut officiel du blason reste à déterminer.                                     |

| Blason de Truyes | Blason  | Parti d'un mi-parti d'argent à l'aigle de sable, et de sinople à l'épi de blé d'or, à la fasce du même brochant. Devise / Cri« troicis villa ». |
| Blason de Truyes | Détails | Création M. Bourderioux. Adopté le 6 octobre 1983                                                                                               |

Pas d'information pour les communes suivantes : Theneuil, Thizay (Indre-et-Loire), La Tour-Saint-Gelin, Tournon-Saint-Pierre

- Haut – A
- B
- C
- D
- E
- F
- G
- H
- I
- J
- K
- L
- M
- N
- O
- P
- Q
- R
- S
- T
- U
- V
- W
- X
- Y
- Z

## V
| Blason de Vallères | Blason  | De gueules à une tour d'argent ajourée et maçonnée de sable. Devise / Cri« Mon vin n'est pas vain ». |
| Blason de Vallères | Détails | Le statut officiel du blason reste à déterminer.                                                     |

| Blason de Varennes | Blason  | D'azur au chevron renversé d'argent, accompagné en chef d'un coq d'or et en pointe de deux épis de blé du même, celui de dextre posé en bande et celui de senestre posé en barre. |
| Blason de Varennes | Détails | Le statut officiel du blason reste à déterminer. |

| Blason de Veigné | Blason  | De gueules à la roue de moulin de huit rais d'or en perspective cavalière, posée sur une rivière ondée cousue d'azur mouvant de la pointe. Devise / Cri« deux rives, un seul Veigné ». |
| Blason de Veigné | Détails | * Il y a là non-respect de la règle de contrariété des couleurs : ces armes sont fautives (azur sur gueules). Création Dominique Morche. Adopté le 16 octobre 1979.                    |

| Blason de Véretz | Blason  | De gueules au clocher adextré, accompagné en cœur de deux toits de château soutenus par un pont de trois piles senestré, le tout d'or soutenu d'une lettre V capitale du même supportant deux ondes aussi d'or. |
| Blason de Véretz | Détails | Création Mme Slaweska-Gruer et Dominique Morche. Adopté le 30 octobre 1979. |

| Blason de Verneuil-le-Château | Blason  | De sinople au chevron renversé et abaissé d'argent, surmonté d'un château, donjonné d'une pièce, flanqué de deux échauguettes, girouetté, d'or, maçonné, ouvert et ajouré de sable, à un crosseron de gueules brochant en pointe sur le chevron. |
| Blason de Verneuil-le-Château | Détails | Création Jean-François Binon, adoptée le 18 novembre 2014. |

| Blason de Vernou-sur-Brenne | Blason  | Tranché d'azur et d'or à la grappe de raisin de deux vrilles de l'un en l'autre , au franc-canton de gueules chargé d'une croix pattée d'argent. |
| Blason de Vernou-sur-Brenne | Détails | Le statut officiel du blason reste à déterminer.                                                                                                 |

| Blason de Villandry | Blason  | D'azur au chevron d'argent, au chef cousu* de gueules chargé de trois besants d'or. |
| Blason de Villandry | Détails | * Ces armes emploient le terme « cousu » dans le seul but de contrevenir à la règle de contrariété des couleurs : elles sont fautives : gueules sur azur. Le statut officiel du blason reste à déterminer. |

| Blason de Ville-aux-Dames (La) | Blason  | D'azur au cœur enflammé de gueules*, sommé d'une croisette au pied fiché d'or, le dit-cœur chargé des initiales D.U.C. entrelacées d'argent.                    |
| Blason de Ville-aux-Dames (La) | Détails | * Il y a là non-respect de la règle de contrariété des couleurs : ces armes sont fautives (Gueules/Azur). Création Dominique Morche. Adopté le 23 janvier 1981. |

| Blason de Villiers-au-Bouin | Blason  | D'azur à la croix d'argent.                      |
| Blason de Villiers-au-Bouin | Détails | Le statut officiel du blason reste à déterminer. |

| Blason de Vouvray | Blason  | D'azur aux deux lions affrontés d'argent supportant une grappe de raisin tigée d'or. Devise / Cri« Je resjois les cuers ». |
| Blason de Vouvray | Détails | Création Ch. Vavasseur. Dessiné par Robert Louis (1950).                                                                   |

Pas d'information pour les communes suivantes : Verneuil-sur-Indre, Villaines-les-Rochers, Villebourg, Villedômain, Villedômer, Villeloin-Coulangé, Villeperdue, Vou

- Haut – A
- B
- C
- D
- E
- F
- G
- H
- I
- J
- K
- L
- M
- N
- O
- P
- Q
- R
- S
- T
- U
- V
- W
- X
- Y
- Z